# Percheron-Arterie
Die Percheron-Arterie bzw. Arterie von Percheron ist eine Arterie, die als seltene anatomische Variante zur Blutversorgung des Gehirns beiträgt. Sie geht aus dem Segment P1 einer der beiden Arteriae cerebri posteriores (PCA) hervor und bildet den Stamm für kleinere Arterien, die Teile des Thalamus und des Mittelhirns (Mesencephalon) versorgen. Der basale und mediale Thalamus wird normalerweise von mehreren Arterien versorgt, die separat aus der Arteria cerebri posterior hervorgehen.
Ein Verschluss des Gefäßes führt zu einem bilateralen paramedianen Thalamusinfarkt. Der Thalamusinfarkt kann isoliert vorkommen (38 %), in Verbindung mit einem Mittelhirninfarkt (43 %), zusammen mit einem Infarkt des anterioren Thalamus und des Mittelhirns (14 %) und gelegentlich mit einem anterioren Thalamusinfarkt ohne Mittelhirnbeteiligung (5 %).
Das Gefäß ist nach dem französischen Neurologen und Neuroanatom Gérard Percheron († 2010) benannt, der es in seinen Arbeiten zur Blutversorgung des Thalamus als eine von vier Varianten beschrieb.